# Ludwika Paleta
Ludwika Paleta Paciorek (Cracovia, 29 de noviembre de 1978) es una actriz polacomexicana.

## Biografía
Su padre es el violinista Zbigniew Paleta, su madre maestra en arte Bárbara Paciorek Kowalowka y es hermana de Dominika Paleta quien también es actriz. Fue esposa del también actor Plutarco Haza. El director de Centro de Educación Artística Eugenio Cobo la llevó a audicionar para Carrusel, interpretando a la niña María Joaquina Villaseñor.
Tres años después, obtuvo su primer protagónico en la telenovela El abuelo y yo, al lado de Gael García Bernal, en la que dio vida a Alejandra. 
Ludwika estuvo alejada de las pantallas, ya que se fue a Europa a estudiar y volvió a México en 1995 recibiendo un papel coestelar juvenil en la telenovela María la del barrio, producción de Angelli Nesma donde compartió créditos, junto a Thalía. 
Después le siguió la telenovela Huracán en el año de 1997-1998, donde trabajó con Angélica Rivera y Eduardo Palomo. 
Por esas mismas fechas, la actriz conoció en un bar a Plutarco Haza, con quien se casó y tuvo un hijo que nació el 11 de noviembre de 1999.
Para Emilio Larrosa protagonizó la telenovela Amigas y rivales en 2001. 
En 2003 coprotagoniza Niña amada mia de Angelli Nesma, a lado de Karyme Lozano.
Un año más tarde participa en Mujer de madera, junto a Ana Patricia Rojo. 
Protagoniza en 2006 la telenovela Duelo de pasiones, producción de Juan Osorio, junto a Pablo Montero.
En 2007 protagoniza Palabra de mujer de José Alberto Castro, junto a Edith González.
En comienzos del 2009 estuvo en el videoclip "Aquí estoy yo" de Luis Fonsi con David Bisbal, Aleks Syntek y Noel Schajris.
En 2009 protagoniza Los exitosos Pérez, nuevamente producción de José Alberto Castro donde esta vez trabaja con Jaime Camil. 
En 2010 participa en las obras de teatro, No sé si cortarme las venas o dejármelas largas y Un dios salvaje.
Un año después tiene una participación especial en la telenovela Abismo de pasión, junto a Alejandro Camacho.
En 2013 se casa en segundas nupcias con Emiliano Salinas Occelli, hijo del expresidente de México Carlos Salinas de Gortari en la Hacienda Tekik de Regil en el poblado de Timucuy, Yucatán.[cita requerida]
En 2016 protagoniza la telenovela de Telemundo La querida del Centauro, junto a Humberto Zurita y Michel Brown. En mayo del 2017 dio a luz a sus mellizos Bárbara y Sebastián.

## Filmografía

### Cine
- Noche de bodas (2024) [2]
- ¿Quieres ser mi hijo? (2023) - Lucía[3]
- Guerra de Likes (2021) - Cecilia "Cecy" Díaz[4]
- Rumbos paralelos (2016) - Gabriela "Gaby" Mendoza
- Volando bajo (2014) - Toribia Venegas
- No sé si cortarme las venas o dejármelas largas (2013) - Nora
- Allá y En Tonces (2013) - Marina
- Megamente (2010) - Roxanne Ritchi (Voz)
- El libro de piedra (2009) - Mariana
- Propiedad ajena (2007) - Miranda Sámano
- Polvo de Ángel (2007) - Bella
- Corazón de melón (2003) - Fernanda Montenegro
- Seis días en la oscuridad (2003) - Ximena
- Como Dios manda  (2003) - Rita

### Televisión
| Año       | Título                  | Personaje                                        |
| --------- | ----------------------- | ------------------------------------------------ |
| 1989-1990 | Carrusel                | María Joaquina Villaseñor                        |
| 1992      | El abuelo y yo          | Alejandra Díaz Uribe                             |
| 1995-1996 | María la del barrio     | María de los Ángeles "Tita" de la Vega Hernández |
| 1997-1998 | Huracán                 | Norma Vargaslugo                                 |
| 2001      | Amigas y rivales        | Jimena de La O                                   |
| 2002      | La hora pico            | Ella misma / Varios personajes                   |
| 2003      | Niña amada mía          | Carolina Soriano Rivera                          |
| 2004-2005 | Mujer de madera         | Aída Santibáñez                                  |
| 2006      | Duelo de pasiones       | Alina Montellano                                 |
| 2007-2008 | Palabra de mujer        | Paulina Álvarez                                  |
| 2009-2010 | Los exitosos Pérez      | Soledad "Sol" Duarte de Pérez                    |
| 2012      | Abismo de pasión        | Estefanía Bouvier de Castañon                    |
| 2016-2017 | La querida del Centauro | Yolanda Acosta                                   |
| 2018      | Rubirosa                | Zsa Sabor                                        |
| 2018      | Run Coyote Run          | Reportera                                        |
| 2021-2022 | Madre solo hay dos      | Ana Servin                                       |
| 2024      | Bellas artes            | Anka Podorowska (Episodio 3)                     |
| 2025      | Isla brava              |                                                  |

## Premios y nominaciones

### Premio Ariel (México)
| Año  | Categoría    | Título           | Resultado |
| ---- | ------------ | ---------------- | --------- |
| 2006 | Mejor actriz | Rumbos paralelos | Nominada  |

### Premios TVyNovelas
| Año  | Categoría             | Título              | Resultado |
| ---- | --------------------- | ------------------- | --------- |
| 1996 | Mejor actriz juvenil  | María la del barrio | Ganadora  |
| 1992 | Mejor actriz infantil | El abuelo y yo      | Ganadora  |
| 1990 | Mejor actriz infantil | Carrusel            | Ganadora  |

### Premios Tu Mundo
| Año  | Categoría                                               | Telenovela              | Resultado |
| ---- | ------------------------------------------------------- | ----------------------- | --------- |
| 2017 | Actriz protagonista favorita - Súper serie              | La querida del Centauro | Nominada  |
| 2016 | Actriz protagonista favorita - Súper serie              | La querida del Centauro | Nominada  |
| 2016 | Protagonista con mala suerte favorito                   | La querida del Centauro | Nominada  |
| 2016 | La pareja perfecta - Súper serie (junto a Michel Brown) | La querida del Centauro | Nominados |

### Diosas de Plata
| Año  | Categoría    | Título                                          | Resultado |
| ---- | ------------ | ----------------------------------------------- | --------- |
| 2014 | Mejor actriz | No sé si cortarme las venas o dejármelas largas | Ganadora  |

### Premios Bravo
| Año  | Categoría           | Título                                          | Resultado |
| ---- | ------------------- | ----------------------------------------------- | --------- |
| 2013 | Revelación Femenina | No sé si cortarme las venas o dejármelas largas | Ganadora  |